# لعبة واقع مختلط
لعبة واقع مختلط (بالإنجليزية: mixed reality game) أو لعبة واقع هجين (hybrid reality game) هي لعبة تقع حوادثها في عالمي الواقع والافتراضي معا. وما يحدد خصائص هكذا لعبة، بحسب دي سيلفا وسوتكو، هو عدم وجود ملعب اساسي بل يمكن ان تلعب في عالم الواقع وفي عالم افتراضي أو على مساحة اعتبارية مثل لوحة لعب. وهكذا، لا يمكن اعتبار لعبة الواقع الافتراضي كلعبة واقع مختلط كما عرفه ميلغرم وكيشينو. لذلك اعتبرها دي سيلفا وسوتكو تدخل ضمن تصنيف «الألعاب الممدودة» أي التي تمتد خارج الواقع.

## روابط خارجية
- بونغ الواقع المختلط